# Næsbyhoved Broby
Næsbyhoved Broby is een plaats in de Deense regio Zuid-Denemarken, gemeente Odense. De plaats telt 1505 inwoners (2020).